# Puccinellia preslii
Puccinellia preslii är en gräsart som först beskrevs av Eduard Hackel, och fick sitt nu gällande namn av Jiří Ponert. Puccinellia preslii ingår i släktet saltgrässläktet, och familjen gräs. Inga underarter finns listade i Catalogue of Life.